# The Avengers (groupe)
The Avengers, ou seulement Avengers, est un groupe de punk rock américain, originaire de San Francisco, en Californie. Leur chanteuse, Penelope Houston, se lancera ensuite dans la musique folk.

## Biographie

### Débuts
Le batteur Danny Furious (Danny O'Brien) et le guitariste Greg Ingraham décident de former un groupe, et Furious proposera à Penelope Houston de devenir la chanteuse, ce qu'elle accepte. Le groupe est formé en 1977 à San Francisco en Californie. Finalement, la formation comprend Jonathon Postal à la basse, par la suite remplacé par Jimmy Wilsey. Un EP 7″ de trois morceaux est publié la même année sur le label Dangerhouse Records. Il contient les morceaux Car Crash, I Believe in Me et We Are the One. 
Entre juin 1977 et juin 1979, les Avengers font un peu plus d'une centaine de concerts. Ils jouent au dernier concert des Sex Pistols, le 14 janvier 1978 au Winterland Ballroom de San Francisco,. Leur maxi suivant, un 12″ de quatre morceaux, est produit par Steve Jones, le guitariste des Sex Pistols. Il sort plusieurs mois après, en 1979, sur le label White Noise Records. Il contient les morceaux The American in Me, Uh Oh!, Corpus Christi et White Nigger. Penelope Houston était au chant, James Wilsey à la basse, Danny « Furious » O'Brien à la batterie et Greg Ingraham à la guitare. Brad Kent joue de la guitare sur Corpus Christi.

### Nouveaux albums et retour
Leur premier LP, un album éponyme surnommé le « pink album » (l'album rose), est sorti en 1983 sur le label CD Presents Records. L'album est épuisé depuis longtemps, mais il peut être commandé en CD-R sur le site de Penelope Houston. L'album The Avengers Died for Your Sins est sorti en 1999, formats vinyl et CD, sur le label Lookout! Records. Il s'agit d'une compilation d'enregistrements studio inédits et de morceaux live.
Resté longtemps en pause, n'ayant ni joué en concert ni enregistré en studio depuis sa séparation en 1979, le groupe est reformé en 2004 par les membres originaux Penelope Houston et Greg Ingraham, accompagnés de Joel Reader et Luis Illades. L'album The American in Me est sorti en 2004, format CD, sur le label DBK Works. Il contient quatre morceaux studio, jusqu'alors non publiés, et 8 morceaux live enregistrés au Old Waldorf en 1979.
Le 16 juillet 2006, Houston et Ingraham se joignent à Pearl Jam pour jouer American in Me au Bill Graham Civic Center. En janvier 2017, ils enregistrent à Berkeley avec Robert Shimp. 

## Membres

### Membres actuels
- Penelope Houston - chant (1977–1979, 1999, depuis 2004)
- Greg Ingraham - guitare (1977-1978, depuis 2004)
- Joel Reader - basse (1999, depuis 2004)
- Luis Illades - batterie (depuis 2004)

### Anciens membres
- Danny Furious (Daniel O'Brien) – batterie (1977–1979)
- Jonathan Postal – basse (1977)
- James Calvin Wilsey – basse (1977–1979)
- Brad Kent – guitare (1979)
- Danny Panic - batterie (1999)

## Discographie
- 1977 - EP 7″ 3 morceaux
- 1979 - EP 12″ 4 morceaux
- 1983 - Avengers
- 1999 - The Avengers Died for Your Sins
- 2004 - The American in Me